# Oxalis oregana
Oxalis oregana es una especie de planta perteneciente a la familia Oxalidaceae, nativa de los bosques húmedos de la costa oeste de Norteamérica, desde Columbia Británica, en Canadá, a Washington, Oregón y California, en Estados Unidos.

## Descripción

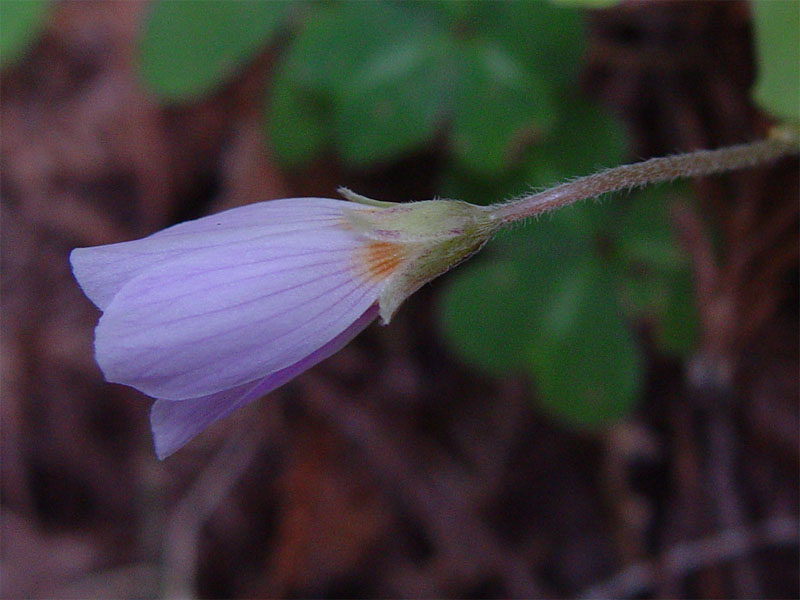
Flores

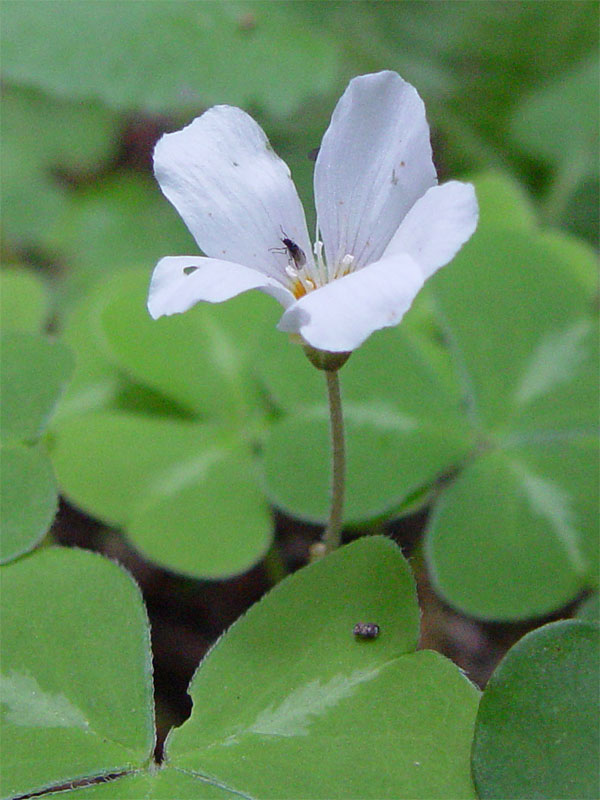
Vista de la planta

Oxalis oregana es una pequeña planta herbácea perennifolia con tallos florales de 5–15 cm de altura. Las hojas son acorazonadas de, 1–4.5 cm long con el envés púrpura. la inflorescencia de 2.4–4 cm de diámetro, blanca o rosa con cinco pétalos y sépalos.

## Respuesta a la luz
Oxalis oregana, realiza la fotosíntesis en niveles relativamente bajos de luz ambiental (1/200 de la plena luz solar). Cuando la luz solar incide directamente sobre las hojas, estas se pliegan hacia abajo, y cuando regresa de sombra, las hojas vuelven a abrir. Tomando sólo unos pocos minutos, este movimiento es observable para el ojo.

## Alimentación
Las hojas de Oxalis oregana fueron tomadas como alimentos por los pueblos Cowlitz, Quileute y Quinault. Al igual que las espinacas , contienen ligeramente ácido oxálico, que lleva el nombre del género.

## Taxonomía
Oxalis oregana fue descrita por  Thomas Nuttall    y publicado en A Flora of North America: containing . . . 1(2): 211. 1838.
Etimología
Oxalis: nombre genérico que deriva de la  palabra  griega: oxys para "agudo, amargo", refiriéndose al sabor agradablemente amargo de las hojas y el tallo.
oregana: epíteto latíno 
Sinonimia
- Acetosella oregana (Nutt. ex Torr. & A.Gray) Kuntze
- Oxalis acetosella var. oregana (Nutt.) Trel.
- Oxalis acetosella subsp. oregana (Nutt.) D. Löve
- Oxalis macra Small
- Oxalis smalliana R. Knuth
- Oxalis smallii R. Knuth
- Oxys oregana (Nutt.) Greene